# Чигасаки
Чигасаки е град в Япония. Населението му е 242 003 жители (по приблизителна оценка от октомври 2018 г.), а площта му е 35,71 km². Намира се в часова зона UTC+9. Разполага с жп и магистрален транспорт и инфраструктура. Магистрала го свързва с Токио и Киото.